# Триселенид дирубидия
Триселенид дирубидия — неорганическое бинарное соединение
рубидия и селена
с формулой Rb2Se3,
кристаллы.

## Получение
- Реакция стехиометрических количеств чистых веществ в жидком аммиаке под давлением:

{\displaystyle {\mathsf {2Rb+3Se\ {\xrightarrow {330^{o}C,6000bar}}\ Rb_{2}Se_{3}}}}

## Физические свойства
Триселенид дирубидия образует бесцветные кристаллы
ромбической сингонии, пространственная группа C mc21, параметры ячейки a = 0,7856 нм, b = 1,0858 нм, c = 0,7977 нм, Z = 4
.
Соединение конгруэнтно плавится при температуре 385°C.